# Rocket from the Crypt
Rocket from the Crypt är ett amerikanskt punk/rockband från San Diego, Kalifornien, som bildades 1989.  
År 2005 bestämde sig bandet för att splittras, men återbildades 2011 för ett avsnitt av barnprogrammet Yo Gabba Gabba!. I december 2012 meddelande de att de skulle göra en återföreningsturné som också kommer till Europa i april 2013, med bland annat ett stopp på Groezrockfestivalen.

## Medlemmar
Nuvarande medlemmar
- Speedo (John Reis) – gitarr, sång (1990–2005, 2011, 2013–)
- Petey X (Pete Reichert) – basgitarr, bakgrundssång (1990–2005, 2011, 2013–)
- ND (Andy Stamets) – gitarr, bakgrundssång (1990–2005, 2011, 2013–)
- Apollo 9 (Paul O'Beirne) – saxofon (1991–2005, 2011, 2013–)
- JC 2000 (Jason Crane) – trumpet (1992–2005, 2011, 2013–)
- Ruby Mars (Mario Rubalcaba) – trummor (2001–2005, 2013–)

Tidigare medlemmar
- Elaina Torres – sång (1990–1991)
- Sean – trummor (1990–1991)
- Atom (Adam Willard) – trummor (1991–2000)

## Diskografi
Studioalbum
- Paint as a Fragrance (1991)
- Circa: Now! (1992)
- Hot Charity (1995)
- Scream, Dracula, Scream! (1995)
- RFTC (1998)
- Group Sounds (2001)
- Live from Camp X-Ray (2002)

Livealbum
- R.I.P. (2008)

EP
- Boychucker (1992)
- Yum Kippered (1992)
- Septic Death / Rocket From the Crypt (1992 delad EP)
- Rocket From the Crypt / Bloodthirsty Butchers (1994 delad EP)
- Plays the Music Machine (1995)
- The State of Art Is on Fire (1995)
- Cut Carefully and Play Loud (1999)

Singlar
- "Cut It Loose" / "Glazed" (1991)
- "Gold" (1992)
- "Normal Carpet Ride" (1992)
- "Smells Like Grease for Peace" (1992 delad singel med Dead Bolt)
- "Both Good Songs" (1993)
- "Ghetto Box Rock" (1993)
- "Pure Genius" / "Lift and Love" (1993)
- "Sturdy Wrists" (1993)
- "Radio Wendy" / "Rocket From the Crypt" (1993 delad singel)
- "Burnt Mouth Off Liar With Punk Heat Blast" (1994)
- "Born in '69" / "Ciao Patsy" (1995)
- "I Flame You" (1995)
- "Tattoo" (1995)
- "On a Rope (Disc 1)" (1996)
- "Used" / "Lose Your Clown" (1996)
- "Young Livers" (1996)
- "Lipstick" (1998)
- "Julian Briano y Sus Hermanos" / "Rocket From the Crypt" (1998 delad singel)
- "When in Rome (Do the Jerk!)" (1998)
- "Break It Up" (1998)
- "Delorean" / "Crimson Ballroom" (1999 delad singel med The Hellacopters)
- "Dancing Birds" (1999)
- "Rocket From the Crypt" / "The Get Up Kids" (2000 delad singel)
- "On the Prowl" / "Come On" (2003)